# Fleuves
Fleuves ("ríos" en francés) es un trío musical bretón formado en Finisterre (Bretaña) en 2012 por Emilien Robic (clarinete), Romain Dubois (piano Rhodes) y Samson Dayou (bajo). 
Mezcla música bretona, jazz y música electrónica. Su repertorio evoluciona en torno a la música de baile, lo que llevó al grupo a actuar esencialmente en fest-noz en Bretaña, al igual que en festivales. Ha lanzado dos álbumes de estudio, bien acogidos por el público, con reconocimiento profesional.

## Recorrido
Los tres músicos del grupo Fleuves provienen de diferentes corrientes musicales. Sus caminos musicales se cruzan, primero entre Émilien Robic y su primo Samson Dayou, que tocaban en el grupo Kentañ. Romain Dubois y Samson Dayou de Brest trabajan juntos desde hace más de diez años. Un dúo Robic-Dubois está subido para el concurso "Dúo libre" del Campeonato de los sonneurs de Gourin, que logra en 2012, lo que los convence de lanzar su proyecto de grupo.

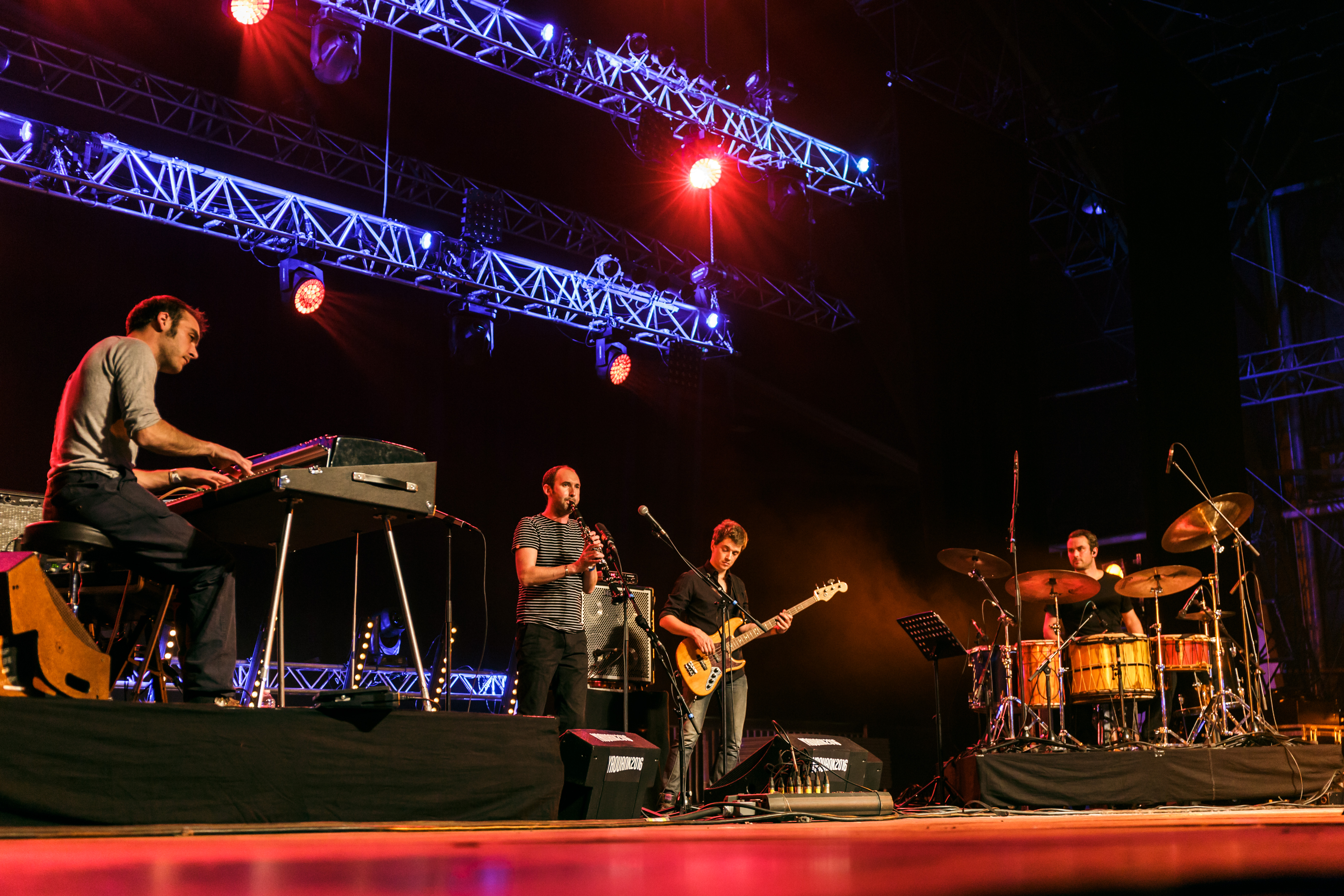
Fleuves con Antonin Volson a las percusiones.

El grupo Fleuves se presentó durante el festival Yaouank en Rennes en 2013. El trío recorrió los festivales como las Viejas Charrues o el Festival interceltique de Lorient, antes de la salida de su primer álbum en 2016. El grupo está acompañado en este caso por las voces de Youenn Lange y Loeiza Beauvir sobre los cantos (gwerz), la trompeta de Youn Kamm y las percusiones de Antonin Volson. El baile plinn de este álbum encuentra un gran éxito entre los bailarines de fest-noz, al igual que entre los medios de comunicación. Debido a esto fue integrada como genérico de la emisión Arvest Kafe en los canales bretones. La portada es una evocación de placa de metal marino presenta sobre la sala de las músicas actuales de Brest.
El grupo se hizo presente nuevamente en Yaouank en 2016 y fue cabeza de cartel en 2019. Continúa por otra parte su participación en diferentes festivales, en Bretaña y en Francia, como a los Transmusicales, Eurofonik o a Jazz à Vienne, y sacó su segundo álbum en abril de 2019. Después de un primer álbum "aclamado por la crítica y el público", el éxito fue igualmente a la cita para el segundo. Se le concedió mayor participación a las composiciones, las improvisaciones y a las arreglos electrónicos. Antonin Volson y Dour/Le Pottier Quartet forman parte de los invitados. Durante fest-noz, el grupo realizó colaboraciones de escenario con Krismenn & Alem,Dour/Le Pottier, Rozenn Talec y Barba Loutig, y 'Ndiaz, entre otros artistas. 
En verano, su prestación en el Festival de Vieilles Charrues fue « un plébiscite » así como el concierto al festival Interceltique de Lorient, transmitido en directo por France 3 Bretaña y retransmitido en abril de 2020. Su pasaje al fest-noz Yaouank fue retransmitido en el France 3 Bretaña en enero de 2021. Después de estas citas con el público, la prensa especializada considera que Fleuves « ha adquirido el estatus de cabeza de cartel ».

En enero de 2020, el grupo ha alcanzado un millón de escuchas numéricos acumulados con sus dos álbumes. Cabeza de cartel de un grande fest-noz a París La Defensa Aréna en marzo de 2020, el acontecimiento fue anulado finalmente al principio de la pandemia de Covid-19, En septiembre de 2020, un doble vinilo compila 17 títulos de los álbumes N°1 y N°2 particularmente populares por el público. Un EP está previsto en junio de 2021, Odyssea, comportando 4 canciones en bretón grabado con la cantante Sarah Floc'h. Algunas fechas estivales están anunciadas, en festivales sobre todo como el Festival Kann Al Loar en Landerneau en julio.

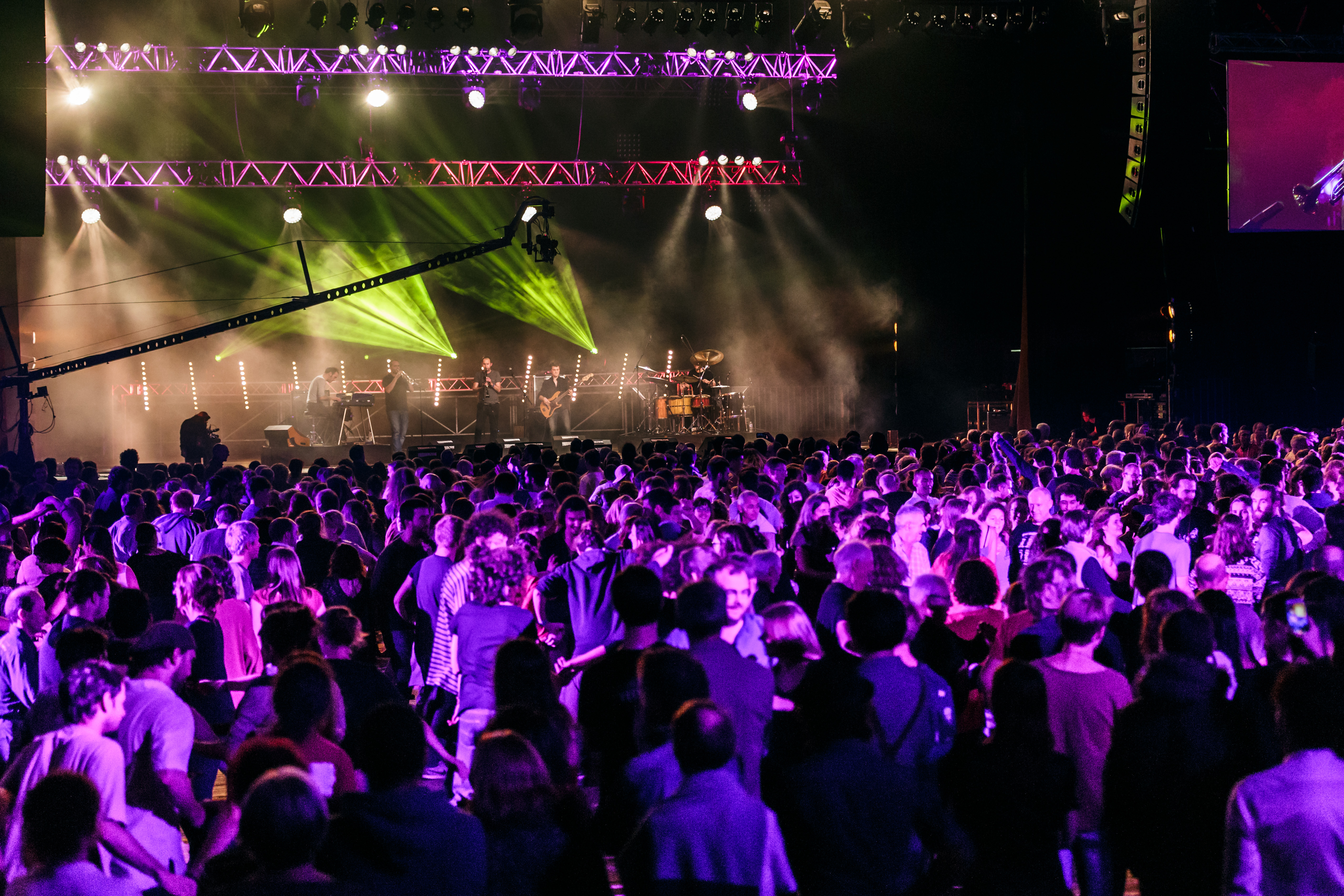
Festival Yaouank 2016 (en quinteto).
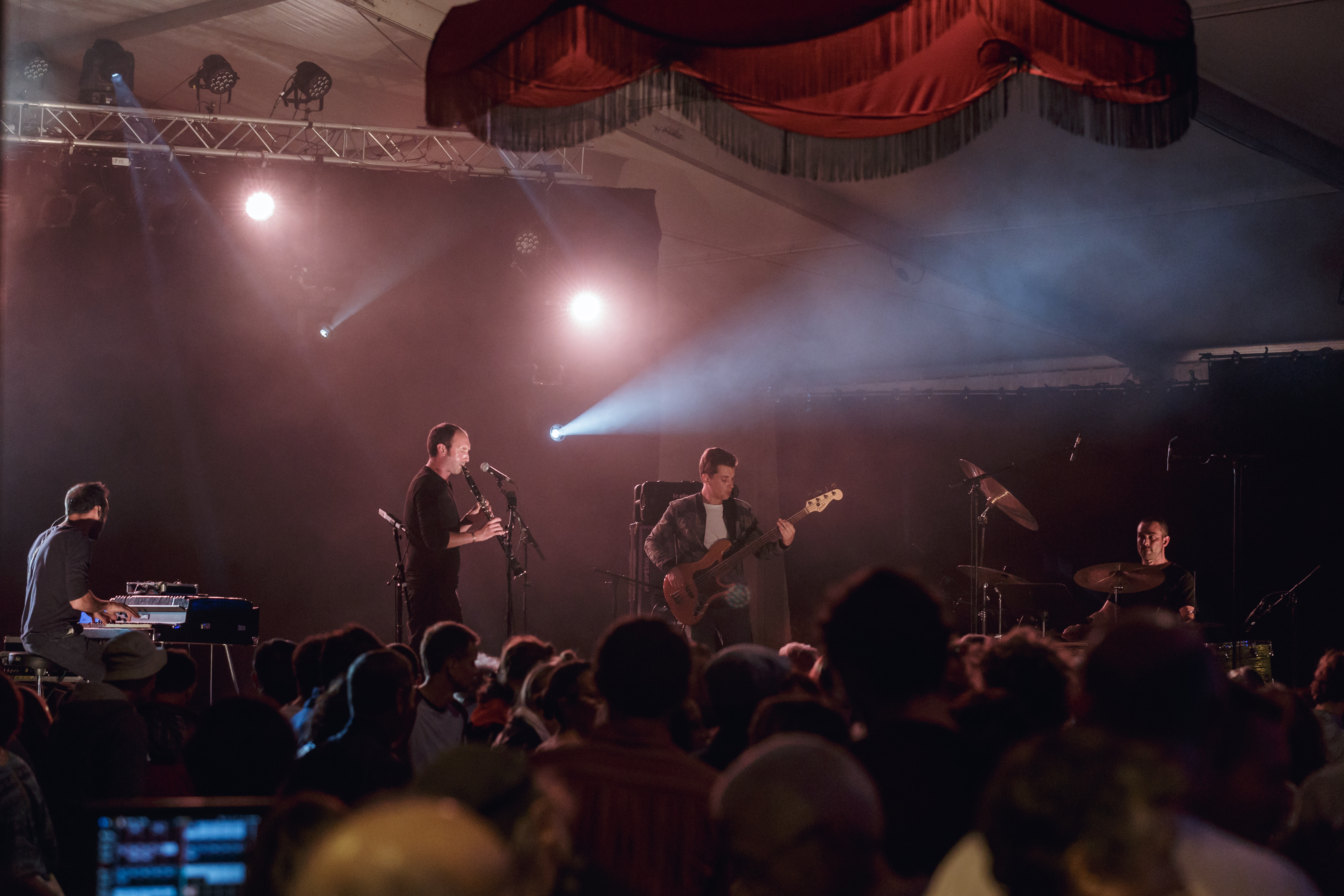
Festival de Cornouaille 2017 (en quinteto).
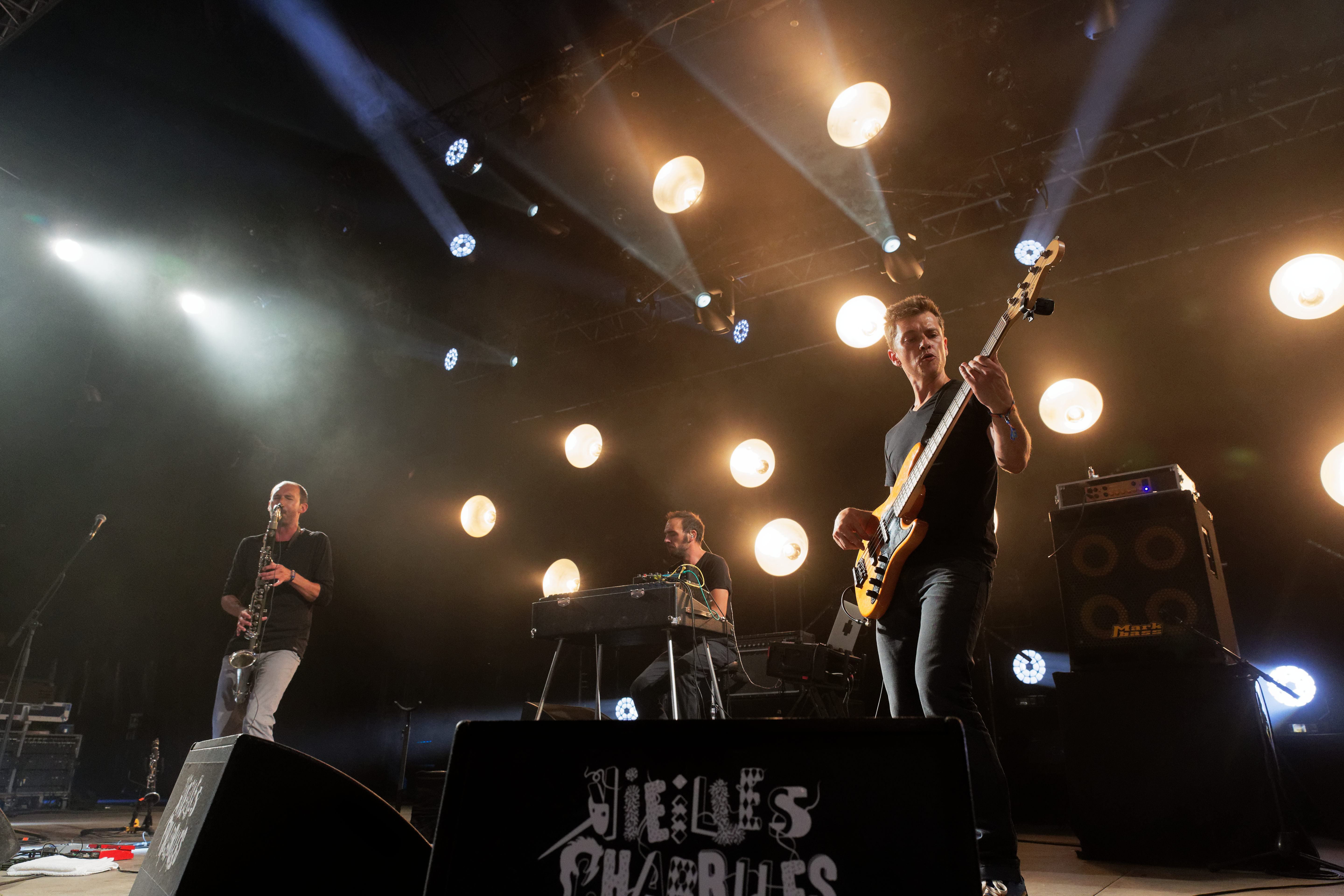
Viejas Charrues 2019.
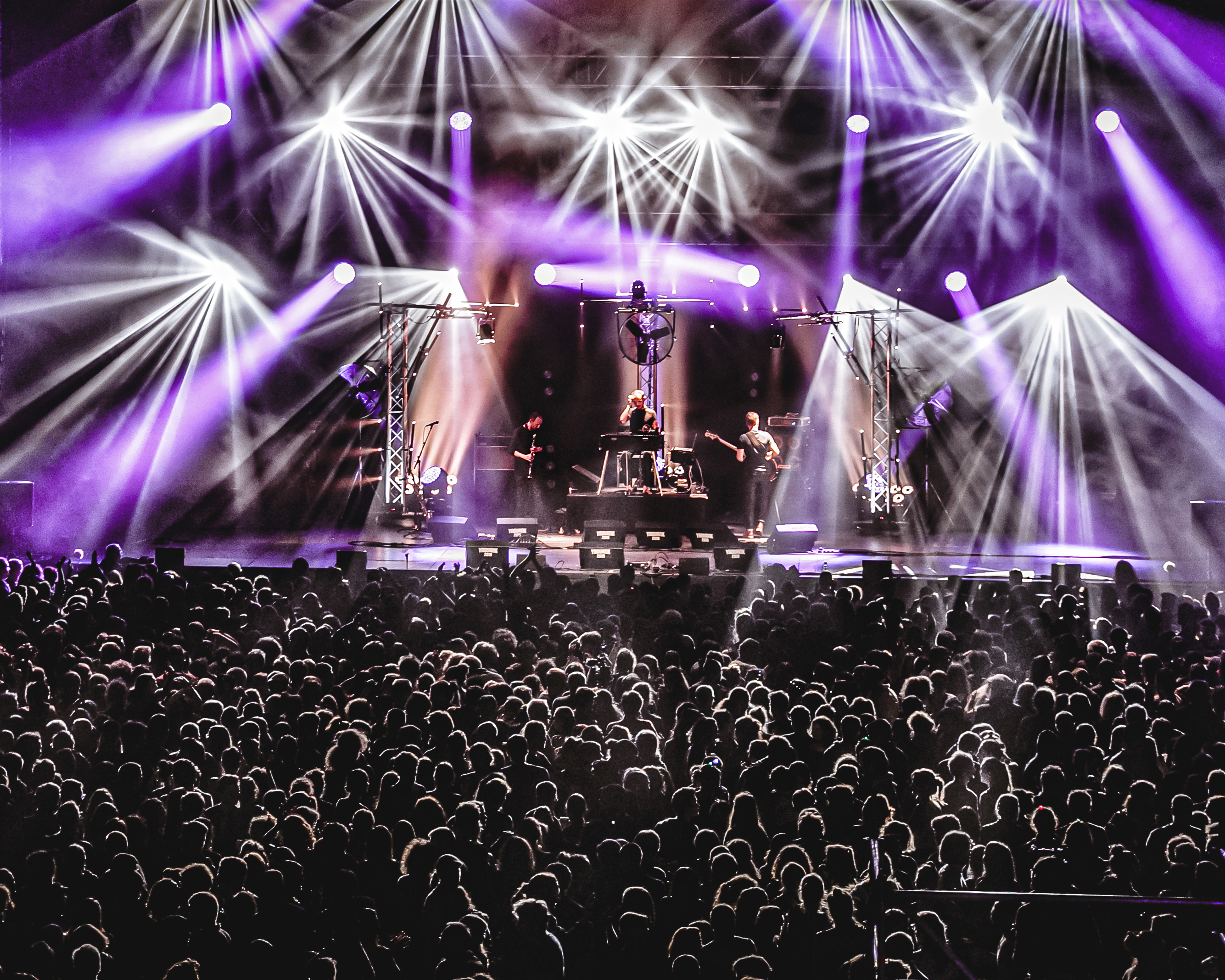
Festival Yaouank (Rennes) en 2019
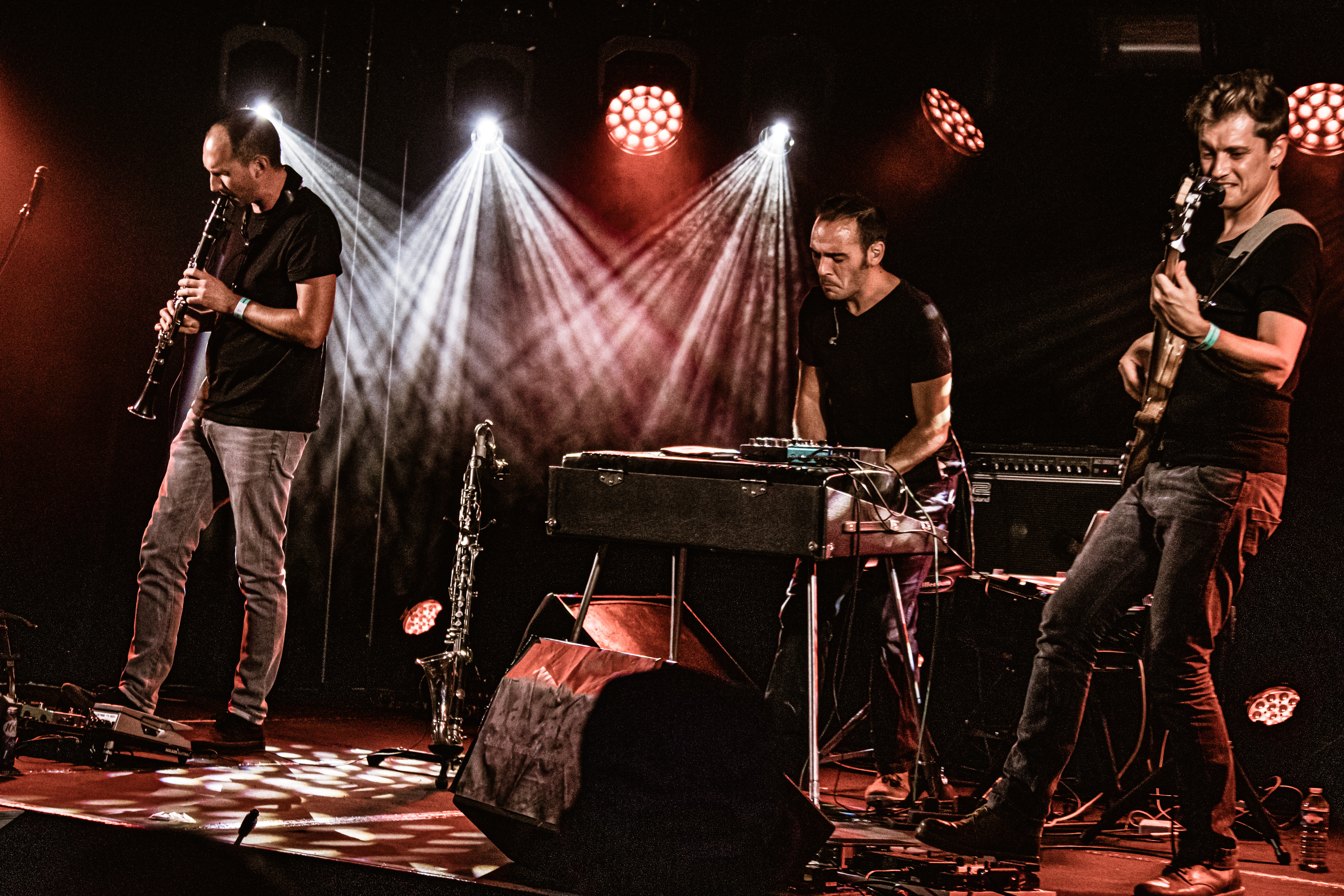
La Carène (Brest) en 2020

## Estilo musical e influencias
Émilien Robic y Samson Dayou estuvieron inmersos en las músicas tradicionales desde su niñez. Émilien se convirtió en sonneur al contacto de la tradición y de los diferentes repertorios tradicionales bretones cantados y sonados, sobre todo en treujenn-gaol (clarinete de Centro-Bretaña). Samson ha evolucionado en el rock y jazz rock fusión, a la baja. Romain Dubois descubrió el teclado Rhodes de los años 1970 sobre todo utilizado en el jazz y la composición para el baile contemporáneo con las restricciones que son ligadas.

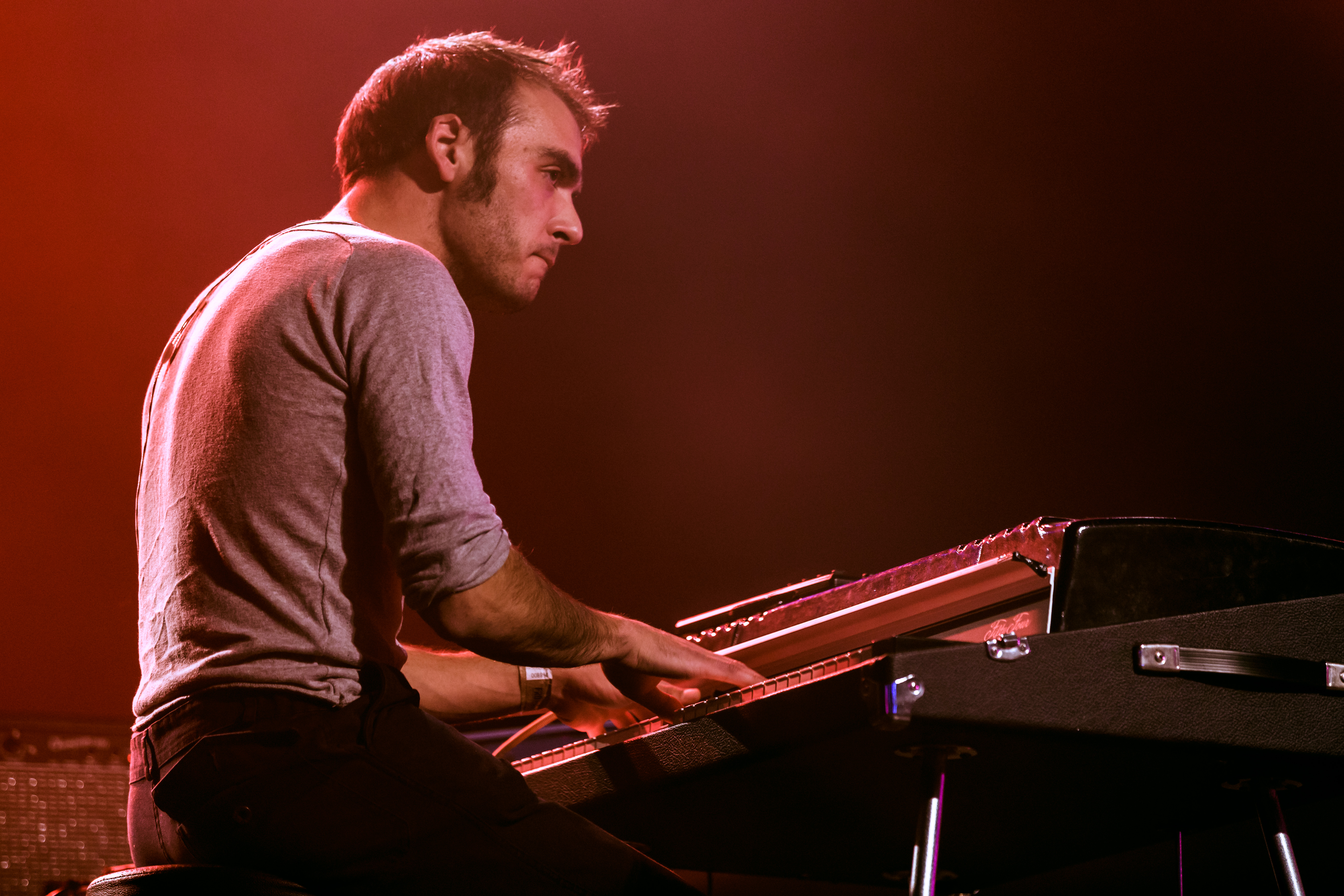
Romain Dubois al Fender Rhodes.

Tal que el caso de Alan Stivell (cuyo nombre significa « fuente ») en los años 1970, o de Ar Re Yaouank (« los jóvenes ») en los años 1990, la voluntad del grupo en los años 2010 es de explorar "un mar que conduce a las nuevas tierras de la danza bretona en fest-noz". Así, Fleuves condujo la música tradicional bretona a la corriente de las músicas actuales : « una música viva y actual, ya que la gente la baila ». La elección de estética musical se quiere más moderno con el jazz o el electro y un sonido que va al esencial, con una personalidad timbrale a ninguna otra indistinta ».
Los músicos tocan principalmente la música de bailar. Marchan de un tema de música bretona o de un paso de baile bretón y después de lo desarrollan a su manera. Así, hay a la vez el respeto del «código social» y la audacia de « traer la gente con nosotros a una ansia colectiva ». En Liberación, el grupo confiesa que «no reivindica raíces territoriales sino una calidad de vínculo social que pasa por el baile».
Por otro lado, como en la tradición del canto bretón, está el aspecto de la música a escuchar una "dimensión cinematográfica propicia para soñar despierto". Eso pasa por tratamientos melódicos, arreglos y efectos electrónicos o mismos del canto cuando es presente. El analista musical Arnaud Choutet anotó que « cada trozo está hecho estructuras fractales anidadas: sobre un marco común, los instrumentistas interfieren y luego desaparecen, para reproducir en otras escalas el mismo motivo melódico».

### Premios
- Premio del jurado del Premio Musical Produit en Bretagne en 2017 para el álbum Fleuves [43]
- Premio del jurado del Gran premio del disco del Télégramme en 2019 para el álbum #2  [36]

## Miembros

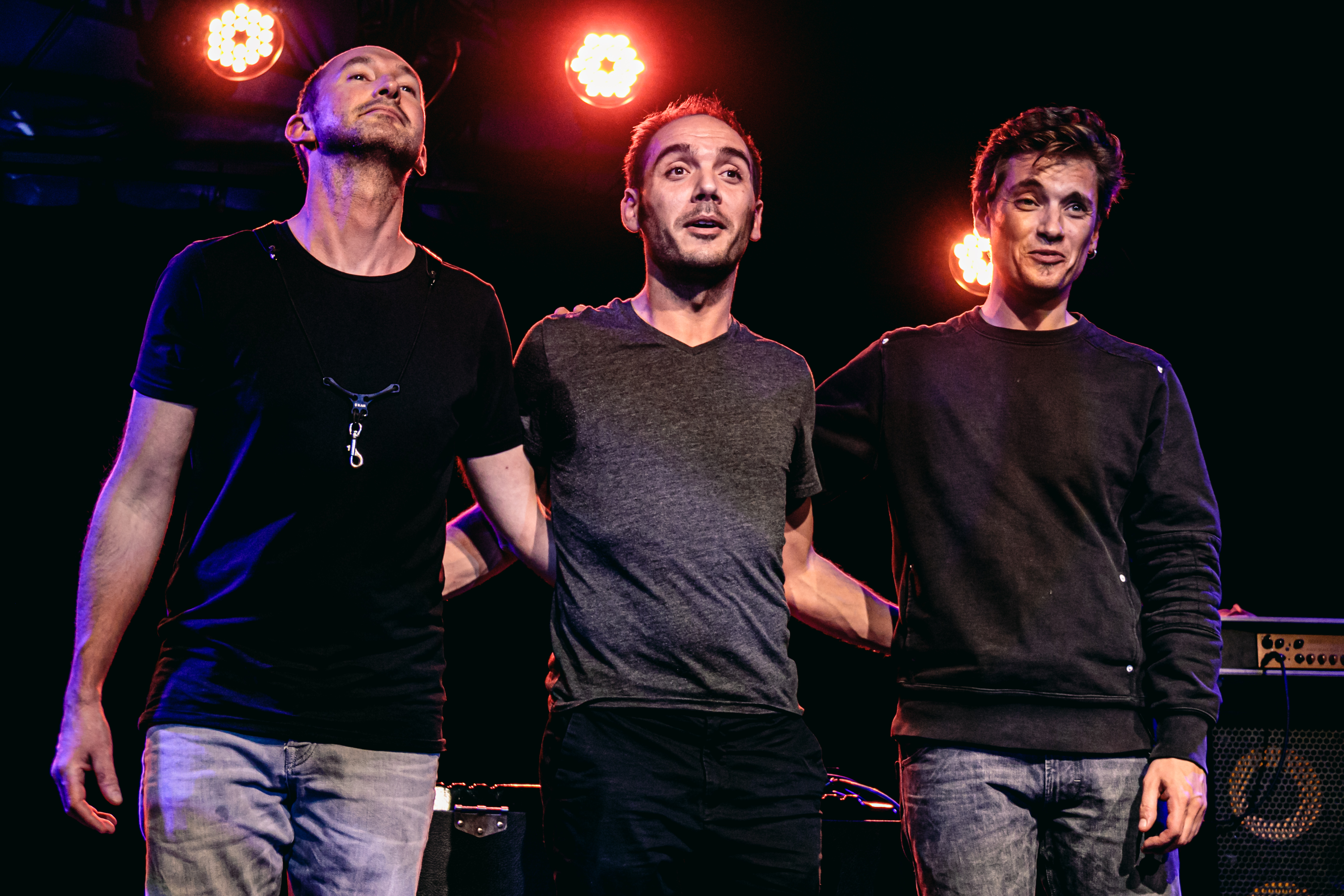
Émilien Robic, Romain Dubois y Samson Dayou en 2020.

- Samson Dayou - baja eléctrica y fretless, compositor (desde 2012)
- Romain Dubois - piano Fender Rodas y programaciones, compositor (desde 2012)
- Émilien Robic - clarinette y clarinette baja, compositor (desde 2012)

## Discografía

### Fleuves
Fleuves es el primer álbum del grupo. Fue lanzado el 20 de noviembre de 2016. En 2017 fue el tercero álbum el más escuchado en streaming del label Coop Breizh.

#### Partes
1. Le Fil (2:57)
2. Dañs plinn (6:21)
3. Riqueniée (2:20)
4. Rond de Saint-Vincent (3:51)
5. N'evnig a zo er c'hoed (3:31)
6. Pilé menu (5:23)
7. Cercle (5:40)
8. Dañs fisel (4:07)
9. Marv eo ma mestrez (5:08)
10. Andro (3:20)
11. Hanter-dro (4:05)

### #2
#2 es el segundo álbum del grupo. Está lanzado el 10 de abril de 2019. En 2019, se convirtió en el álbum más vendido del catálogo Coop Breizh y el segundo álbum en términos de escuches numéricos y streaming.

#### Partes
1. Glomel (4:03)
2. Tour (4:32)
3. Moug (5:38)
4. Kaza (5:10)
5. Valse à Olga (5:41)
6. Hir (4:56)
7. Bravañ amzer 'meus bet james (4:06)
8. Source (4:26)
9. Nina S (5:36)

### Compilaciones
- 2018 : Fest (Tamm Kreiz, título : Dañs Plinn)[48]
- 2018 : 40.ª Encuentros TransMusicales de Rennes (título : Tour)
- 2018 : Yaouank - Le plus grand fest-noz de Bretagne (Coop Breizh, título : Dañs Fisel)[49]
- 2020 : Go Ouest (título : Nina S)[50]
- 2020 : Fleuves 1 & 2 (doble vinil Coop Breizh, 17 títulos)[51]

## Videografia

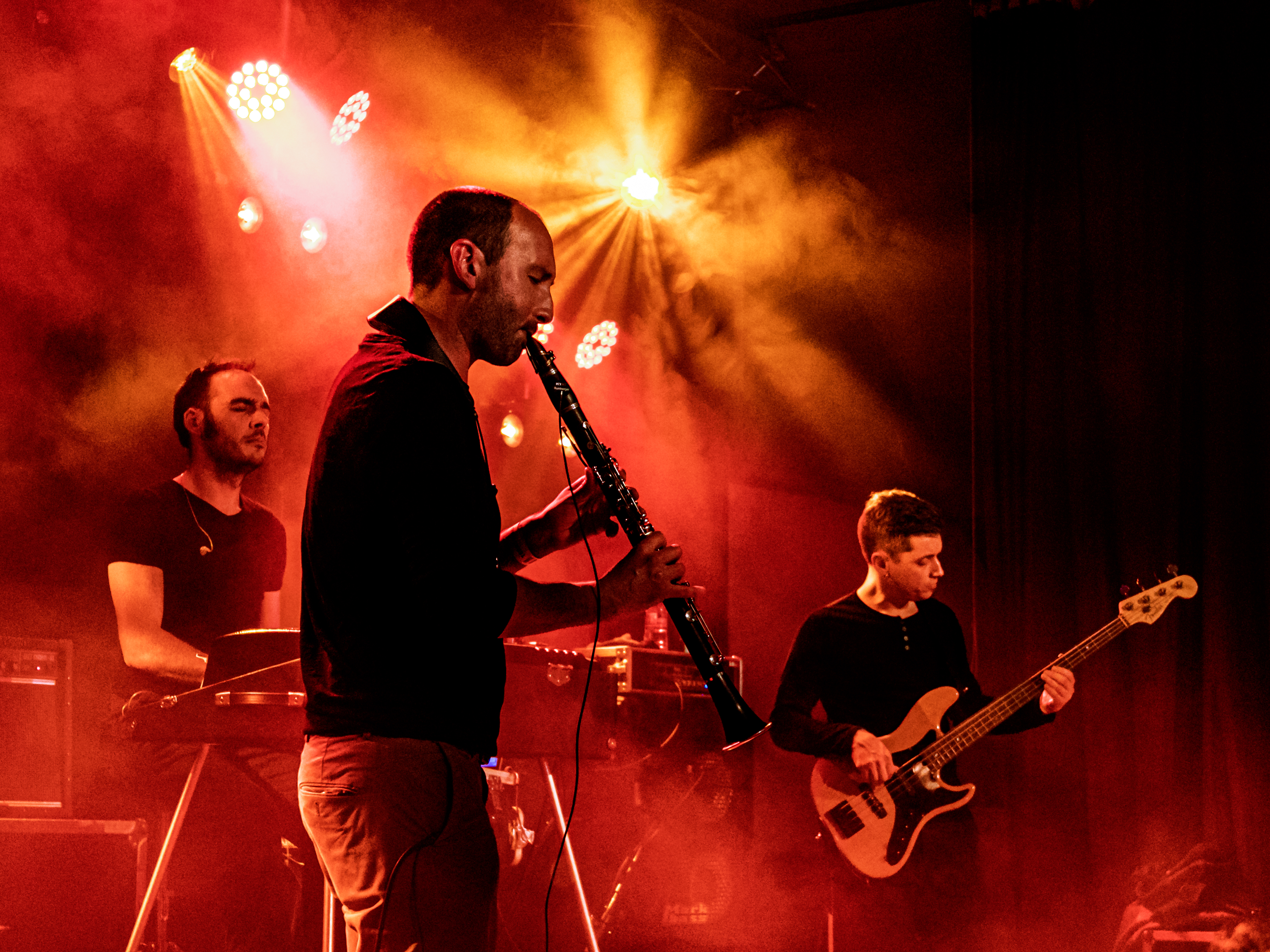
Fleuves a Glomel en 2019.

### Clips
| Año  | Título                     | Realización                            | Vídeo   |
| ---- | -------------------------- | -------------------------------------- | ------- |
| 2020 | LOUD                       | Fleuves / Stéphanie Chaval (baila)     | Vínculo |
| 2021 | Me'zo ganet e kreiz ar mor | Youenn Chapalain / Suzie Babin (baila) | Vínculo |
| 2024 | Loudia                     | Jérémy Kergourlay                      | Vínculo |

### Transmisiones de televisión
- Festival interceltique de Lorient 2019, France 3 ver on-line
- Festival Yaouank 2013, 2016, 2019, TVR / France 3 Bretaña

### Vendas-sonidos
- Arvest Kafe, emisión difundida sobre Tébéo, TébéSud y TVR de 2015 a 2017
- La Bleue, película de Alix Bettinger y Ronan Hervé, 2020, Cinémathèque de Bretaña[52]

### Documental
- "Fleuves, encuentro domiciliario", reportaje de Hervé Portanguen, 2020, KuB[53]